# Championnat de Belgique masculin de handball 1979-1980
Navigation
Division 1 1978-1979 Division 1 1980-1981
La saison 1979-1980 du Championnat de Belgique de handball fut la 22e édition de la plus haute division belge de handball. 

## Participants
| - SHC Angleur - Progrès HC Seraing - Sporting Neerpelt - Initia HC Hasselt - KV Sasja HC Hoboken - ROC Flémalle |  | - Olse Merksem HC - JS Grivegnée - SK Avanti Lebbeke - YR KV Mechelen - HC Duffel - CH Charleroi |